# Ким Кван Сок (певец)
Ким Кван Сок (кор. 김광석; 22 января 1964, Тэгу, Республика Корея — 6 января 1996, Сеул, Республика Корея) — южнокорейский певец и автор песен.

## Биография
Родился 22 января 1964 года в Тэгу. У него было два старших брата и две старшие сестры. Вместе с семьёй переехал в Сеул в 1968 году. В начальной школе Ким учился игре на скрипке, гобое и флейте, а в старшей школе он присоединился к хору. В 1982 году он поступил в Университет Мёнджи, чтобы изучать бизнес. В это же время подрабатывал певцом в кафе. В 1984 году Ким присоединился к певческой ассоциации Сеульского национального университета. В 1985 году был призван в армию. Демобилизован после смерти старшего брата. Затем Ким вернулся в школу и в 1987 году присоединился к студенческой активистской фолк-группе Noraereul Channeun Saramdeul.
В 1988 году Ким Кван Сок и другие студенты-музыканты сформировали фолк-рок-группу Dongmulwon. Ким Кван Сок выпустил с группой два альбома в 1988 году.
Ким Кван Сок выпустил свой первый сольный альбом в октябре 1989 года. За ним последовали ещё два последовательных альбома в 1991 и 1992 годах. В отличие от многих других артистов, он заработал свою известность тем, что пел на концертах и выпускал пластинки, а не появлялся в музыкальных телешоу. Четвёртый альбом выпустил в 1994 году. Продолжал петь на концертах, отметив тысячу концертов в августе 1995 года. Кван Сок предпочитал небольшие концертные залы, чтобы быть в более тесном контакте с публикой.

## Смерть
6 января 1996 года Ким был найден мёртвым в своём доме со шнуром на шее. Полиция сочла это самоубийством.

## Личная жизнь
Был женат. Супругу зовут Со Хэ Сун. У пары была дочь, Ким Со Ён (умерла от пневмонии в 2007 году, в возрасте 16 лет).

## Наследие
Ким Кван Сок был одним из самых любимых и влиятельных фолк-певцов в Корее. Тексты его многочисленных хитов затрагивают чувства, разделяемые молодыми людьми даже сегодня. Основная тема его музыки — это любовь и послания о жизни.
Вот что о музыканте думает поэт Рю Гын: «Голос Ким Кван Сока заставляет болезненные вещи звучать ещё болезненнее, а грустные — ещё печальнее. Внешне он выглядит просто как „соседский парень“, но оставляет странное впечатление. Что-то грустное, но глубокое и прекрасное».
Журнал «Koreana» считает Кван Сока иконой современной фолк-музыки и даёт следующую характеристику его творчеству: «Он рисовал в своих песнях полотно жизни, включая чувства счастья, печали, дружбы и любви. Его стиль пения мог бы пойти по пути музыкального клише, но именно поэтому его песни задевали глубокие струны в сердцах людей… Немногие другие звёзды поп-культуры способны ошеломить публику, как Ким, а его уникальная, мощная музыка утешила и исцелила так много уставших душ».

## Дискография

### Студийные альбомы
- Kim Kwang-seok (1989)
- Kim Kwang-seok 2nd (1991)
- My Song[англ.] (1992)
- Kim Kwang-seok 4th[англ.] (1994)